# Паметник на Иван Вазов (Борисова градина)
Паметникът на Иван Вазов в Борисовата градина в София е създаден през 1920 г. от скулптора Жеко Спиридонов.
Изграден е от мрамор и е издигнат по инициатива на Художественото индустриално училище.